# Cúp quốc gia Scotland 1878–79
Cúp quốc gia Scotland 1878-79 là mùa giải thứ sáu của giải đấu bóng đá loại trực tiếp uy tín nhất Scotland. Vale of Leven đánh bại Rangers trong trận Chung kết. Sau khi hòa 1-1 trong trận đầu tiên, Vale of Leven giành thẳng chức vô địch vì Rangers từ chối đá lại. Việc này là để phản đối một bàn thắng không hợp lệ trong trận đầu tiên.

## Vòng Một
| Đội nhà                          | Tỉ số | Đội khách                            |
| -------------------------------- | ----- | ------------------------------------ |
| Barrhead                         | 2–0   | Wellington Park                      |
| Jamestown                        | 3–1   | Lenzie                               |
| Possil Bluebell                  | 8–0   | 19th Lanarkshire Rifle Volunteers    |
| Queen's Park                     | 8–0   | Kelvinbank                           |
| Thistle                          | 2–0   | Possilpark                           |
| Vale of Leven                    | 6–0   | Alclutha                             |
| 1st Lanarkshire Rifle Volunteers | 0–0   | Parkgrove                            |
| Alexandria                       | 2–2   | Renton Thistle                       |
| Arbroath                         | 3–0   | Our Boys                             |
| Dumbarton                        | 8–1   | 10th Dumbartonshire Rifle Volunteers |
| Havelock                         | 1–7   | 3rd Lanarkshire Rifle Volunteers     |
| Kilmarnock                       | 0–2   | Kilbirnie                            |
| Lanemark                         | 2–2   | Kilmarnock Athletic                  |
| Lenzie                           | 3–0   | Milngavie Thistle                    |
| Rangers                          | 3–0   | Shaftesbury                          |
| Union                            | 1–0   | Rosslyn                              |
| Upper Clydesdale                 | 12–0  | Newmains                             |
| Annan                            | 0–3   | Queen of the South Wanderers         |
| Caledonian                       | 0–2   | South Western                        |
| Shotts                           | 3–0   | Drumpellier                          |
| Strathblane                      | 8–1   | Grasshoppers                         |
| 3rd Edinburgh Rifle Volunteers   | 3–1   | Brunswick                            |
| Airdrie                          | 7–0   | Avondale                             |
| Alexandra Athletic               | 3–1   | Jordanhill                           |
| Arthurlie                        | 4–1   | Cartvale                             |
| Ayr Academicals                  | 4–1   | Cumnock                              |
| Ayr Thistle                      | 2–0   | Auchinleck                           |
| Beith                            | 1–0   | Hurlford                             |
| Busby                            | 3–1   | Morton                               |
| Catrine                          | w/o   | Girvan                               |
| Clyde                            | w/o   | Blythswood                           |
| Clydesdale                       | v     | Dennistoun                           |
| Cree Rovers                      | w/o   | Stranraer                            |
| Edinburgh Thistle                | 2–1   | Hanover                              |
| Falkirk                          | 1–0   | Campsie Glen                         |
| Glengowan                        | 4–3   | Mount Vernon                         |
| Govan                            | 7–0   | Ailsa                                |
| Hamilton Academical              | 3–1   | Uddingston                           |
| Heart of Midlothian              | 3–1   | Swifts                               |
| Helensburgh                      | 4–0   | Kilmaronock Thistle                  |
| Hibernian                        | 5–2   | Dunfermline                          |
| John Elder                       | 7–0   | Blackfriars                          |
| Levern                           | 1–1   | 23rd Renfrewshire Rifle Volunteers   |
| Mauchline                        | w/o   | Maybole Carrick                      |
| Maybole Ladywell                 | 3–0   | Tarbolton Bruntonians                |
| Oxford                           | 0–0   | Derby                                |
| Partick                          | 2–2   | Northern                             |
| Petershill                       | 4–2   | Albatross                            |
| Portland                         | 9–0   | Dean                                 |
| Renfrew                          | 1–1   | 17th Renfrewshire Rifle Volunteers   |
| Renton                           | w/o   | Star of Leven                        |
| Rob Roy                          | 1–0   | Coupar Angus                         |
| Stonefield                       | w/o   | 4th Renfrewshire Rifle Volunteers    |
| Stonelaw                         | 4–0   | East Kilbride                        |
| Thornliebank                     | 3–0   | Glenkilloch                          |
| Vale of Teith                    | 1–0   | Clifton & Strathfillan               |
| Wellpark                         | w/o   | Govanhill                            |
| Whitefield                       | 10–0  | Telegraphists                        |
| Whiteinch                        | 3–3   | Pollokshields Athletic               |

- Clarkston, Burnside, Port Glasgow, St Clement's và Shaugran đi thẳng vào vòng Hai. Pollokshaws Athletic rút lui trước khi giải diễn ra.
- Glasgow University và Edinburgh University đi thẳng vào vòng Ba.

## Đá lạis
| Đội nhà                            | Tỉ số | Đội khách                        |
| ---------------------------------- | ----- | -------------------------------- |
| 17th Renfrewshire Rifle Volunteers | 1–2   | Renfrew                          |
| Kilmarnock Athletic                | 4–0   | Lanemark                         |
| Parkgrove                          | 6–2   | 1st Lanarkshire Rifle Volunteers |
| Renton Thistle                     | 1–1   | Alexandria                       |
| 23rd Renfrewshire Rifle Volunteers | 0–1   | Levern                           |
| Oxford                             | 1–1   | Derby                            |
| Northern                           | 0–2   | Partick                          |
| Pollokshields Athletic             | 3–3   | Whiteinch                        |

## Đội vô địch
| Cúp quốc gia Scotland 1878–79                    |
| Scotland                                         |
| ------------------------------------------------ |
| Vale of Leven F.C. Đội vô địch (Danh hiệu thứ 3) |